# Ryszard Kuć
Ryszard Kuć (ur. 1967 w Łukcie) – polski polityk, urzędnik samorządowy, menedżer, w latach 2016 - 2022 wiceprezydent Olsztyna, były prezes Przewozów Regionalnych.

## Życiorys
W 1986 roku ukończył Technikum Kolejowe Ministerstwa Komunikacji im. gen. W. Sikorskiego w Olsztynie, po czym rozpoczął pracę na stanowisku dyżurnego ruchu i studia inżynierskie na Wydziale Transportu Politechniki Warszawskiej. W 2004 roku uzyskał tytuł magistra inżyniera, a w 2007 roku ukończył studia podyplomowe na kierunku zarządzanie-marketing-logistyka w spółkach handlowych na Uniwersytecie Szczecińskim, a w 2012 roku - zarządzanie zasobami ludzkimi z elementami coachingu menedżerskiego w Olsztyńskiej Wyższej Szkole Informatyki i Zarządzania im. prof. Tadeusza Kotarbińskiego. 
W latach 2006–2008 pracował jako zawiadowca w Zakładzie Linii Kolejowych PKP PLK w Olsztynie, a w 2008 roku został starszym specjalistą w Oddziale Regionalnym PKP PLK w Warszawie, następnie w 2009 roku, głównym specjalistą w Centrum Realizacji Inwestycji PKP PLK.
W 2011 roku objął funkcję dyrektora Warmińsko-Mazurskiego Zakładu Przewozów Regionalnych. 10 czerwca 2013 roku, Rada Nadzorcza spółki powołała go na prezesa zarządu – dyrektora  generalnego spółki. Został odwołany w lutym 2014 i powrócił na stanowisko dyrektora Warmińsko-Mazurskiego Oddziału Przewozów Regionalnych.
1 sierpnia 2016 roku prezydent miasta Olsztyna Piotr Grzymowicz z rekomendacji Platformy Obywatelskiej powołał go na zastępcę prezydenta miasta. Został odwołany ze stanowiska 12 maja 2022.
W październiku 2021 bezskutecznie ubiegał się o funkcję przewodniczącego Platformy Obywatelskiej w regionie warmińsko-mazurskim przegrywając z dotychczasowym przewodniczącym Jackiem Protasem.
Ryszard Kuć jest żonaty, ma dwoje dzieci.